# Don't Drink the Water
Don't Drink the Water és un telefilm estatunidenc dirigit per Woody Allen el 1994.

## Argument
1961 a Moscou, en plena Guerra freda. L'ambaixador dels Estats Units, Magee, es prepara per tornar a Washington. Confia al seu fill Alex la cura de dirigir l'ambaixada en la seva absència. Tan bon punt ha marxat, Walter Hollander, un turista americà, desembarca amb la seva dona Marion i la seva filla Susan: són perseguits per la policia soviètica per haver fotografiat indrets "sensibles" i demanen asil polític. Alex Magee es mostra incompetent i superat pels esdeveniments...

## Repartiment
- Ed Herlihy: El narrador.
- Joseph Sommer: L'ambaixador Magee.
- Robert Stanton: Mr Burns.
- Edward Herrmann: Mr Kilroy.
- Rosemary Murphy: Miss Pritchard.
- Michael J Fox: Axel Magee.
- Woody Allen: Walter Hollander.
- Julie Kavner: Marion Hollander.
- Mayim Bialik: Susan Hollander.
- Ed Van Nuys i Skip Rose: Empleats de l'ambaixada
- Leonid Uscher i Stas Kmiec: Policies.
- Vit Horejs: Krojack.
- Sandor Tecsy: El col·lega de Krojack.
- Austin Pendleton: El cap Oscar.
- Dom Deluise: El pare Drobney.
- John Doumanian: L'emir.
- Erick Avari: L'ajudant de l'emir.
- Brian Mcconnachie: El reporter de Washington.
- Victor Steinbach: Herbert Gruber.
- Frederick Rolf: Yannis Kasnar.
- Elizabeth De Charay: La comtessa Bordoni.
- Taina Elg: Anna Gruber.

## Anàlisi
D'entrada, es tracta d'una obra teatral, la primera escrita per a Broadway (1966) per Woody Allen, amb Lou Jacobi (Walter), Kay Medford (Marion) i Anthony Roberts (Axel). El 1969, l'obra és objecte d'una primera adaptació al cinema, dirigida per Howard Morris, amb Jackie Gleason (Walter), Estelle Parsons (Marion) i Ted Bessell (Axel). Insatisfet, Woody Allen realitza ell mateix aquesta segona adaptació, per a la televisió.
Des del començament, és dona el to: irrompent a l'ambaixada, Walter Hollander declara «Som americans, miri la nostra roba!». S'encadenen llavors, sense temps morts, situacions delirants, la família Hollander ocupant els llocs amb aplom i sembrant el pànic a l'ambaixada. Aquest telefilm és evidentment un opus de Woody Allen en la seva millor vena còmica (disbarat, humor jueu novaiorquès...), com "L'última nit de Borís Gruixenko" (1975) o "Misteriós assassinat a Manhattan" (1993).